# کوتریموکسازول
کوتریموکسازول (به انگلیسی: Co-trimoxazole) که با نام Trimethoprim/sulfamethoxazole و به‌طور مخفف (TMP/SMX) نیز شناخته می‌شود، نوعی آنتی‌بیوتیک است که برای درمان انواع گوناگونی از عفونت‌های باکتریایی تجویز می‌شود. کوتریموکسازول در واقع از ترکیب دو آنتی‌بیوتیک تری متوپریم و سولفامتوکسازول (از گروه سولفونامیدها) به نسبت ۱ واحد تری متوپریم در برابر ۵ واحد سولفامتوکسازول تولید می‌شود. اَشکال دارویی این آنتی‌بیوتیک، به شکل تزریقی، قرص و شربت هستند.

## موارد مصرف
این دارو، آنتی‌بیوتیک پرمصرفی است که اغلب در درمان مواردی از قبیل عفونت‌های ادراری، عفونت‌های پوستی، اسهال مسافران، عفونت‌های دستگاه تنفسی، وبا و عفونت ناشی از استافیلوکوک اورئوس مقاوم به متی‌سیلین تجویز می‌شود. کوتریموکسازول همچنین برای پیشگیری و درمان سینه‌پهلوی پنوموسیستیس و توکسوپلاسموز در افراد دارای دستگاه ایمنی ضعیف مانند مبتلایان به ایدز تجویز می‌شود. همچنین در عفونت های خفیف گوش میانی و دندان میتواند مورد استفاده قرار گیرد.

## مکانیسم اثر
تری متوپریم و سولفامتوکسازول (از گروه سولفونامیدها) از راه‌های مختلف در متابولیسم اسید فولیک در باکتری‌ها ایجاد اختلال می‌کنند. سولفونامیدها متوقف‌کننده رشد باکتریایی هستند. آن‌ها با اسیدپاراآمینوبنزوئیک (PABA) شباهت ساختمانی داشته و به‌طور رقابتی یک آنزیم باکتریایی بنام دی هیدروپتروات سنتتاز (Dihydropteroate synthase) را که مسئول داخل کردن PABA در ساختمان دی‌هیدروفولیک اسید است، مهار می‌کنند. این عمل ساخت اسید دی هیدروفولیک را که از نظر متابولیک، کوفاکتور در ساخت پورین‌ها، تیمیدین و دی‌ان‌ای می‌باشد را کاهش می‌دهد.
تری‌متوپریم با تداخل در عملکرد آنزیم دی هیدروفولات ردوکتاز باکتری‌ها ساخت اسید تترا هیدروفولیک را مهار می‌کند. تتراهیدروفولیک اسید کوفاکتور ضروری در ساخت تیمیدین و DNA می‌باشد. باکتری‌هایی که اسید فولیک را خودشان تولید می‌کنند به این دارو حساس هستند لذا این دارو تکثیر آن‌ها را متوقف می‌کند.
لذا با استفاده از ترکیب کوتریموکسازول متابولیسم اسید فولیک در باکتری‌ها با دو مکانیسم متفاوت مختل می‌شود.

## مصرف
دوز معمول آن در بزرگسالان دو قرص هر دوازده ساعت است. کوتریموکسازول به‌طور کامل در دستگاه گوارش جذب شده و پس از چهار ساعت به اوج اثر می‌رسد.
از مصرف این دارو در مبتلایان به فاویسم و آنمی مگالوبلاستیک باید اجتناب کرد و از عوارض جانبی آن سندرم استیون جانسون است.

## عوارض جانبی
یک دارو در کنار اثرات مورد نیاز خود ممکن است عوارض ناخواسته ای نیز ایجاد کند. اگرچه همه این عوارض جانبی ممکن است رخ ندهند، اما در صورت بروز ممکن است به مراقبت های پزشکی نیاز داشته باشند. در صورت بروز هر یک از عوارض جانبی زیر فوراً با پزشک خود مشورت کنید.
- مدفوع قیری
- تنگی نفس
- تغییر رنگ پوست
- تب
- سرفه
- سرگیجه
- اسهال
- حالت تهوع و استفراغ
- درد شکم
- گلو درد
- زردی ( یرقان )
- قرمزی و بر افروختگی چشم ها

همانطور که گفته شد تمامی عوارض کوتریموکسازول در یک فرد مشاهده نمیشود و مهمترین عوارض جانبی این دارو عوارض گوارشی نظیر نفخ ، حالت تهوع و استفراغ میباشد.

## موارد منع مصرف
در نوزادان نارس و زیر 30روز منع مصرف مطلق دارد . در افرادی که سابقه حساسیت دارویی به هرنوع آنتی بیوتیکی دارند فرم تزریقی آن باید با احتیاط و در مراکز درمانی صورت گیرد .(به دلیل خطر بروز سندروم استیون جانسون )